# 馬其頓鱒
馬其頓鱒（学名：Salmo macedonicus），為輻鰭魚綱鮭形目鮭科鳟属的一種淡水鳟鱼。

## 分布
本魚分布於歐洲希臘及馬其頓。

## 特徵
本魚體呈紡錘狀，略側扁，體呈褐色，腹部銀白色，背部黑褐色，體佈滿酒紅色及黑色圓斑，魚鰭成紅色或橘色，背鰭具有斑點，體長可達40公分。

## 生態
本魚棲息在流速快的溪流或瀑布，屬肉食性。

## 經濟利用
為食用魚及遊釣魚類。